# میلینگتون، چشر
میلینگتون (به انگلیسی: Millington) یک روستا و محله مدنی در بریتانیا است که در چشر شرقی واقع شده‌است. میلینگتون ۲۳۴ نفر جمعیت دارد.